# Sjörök

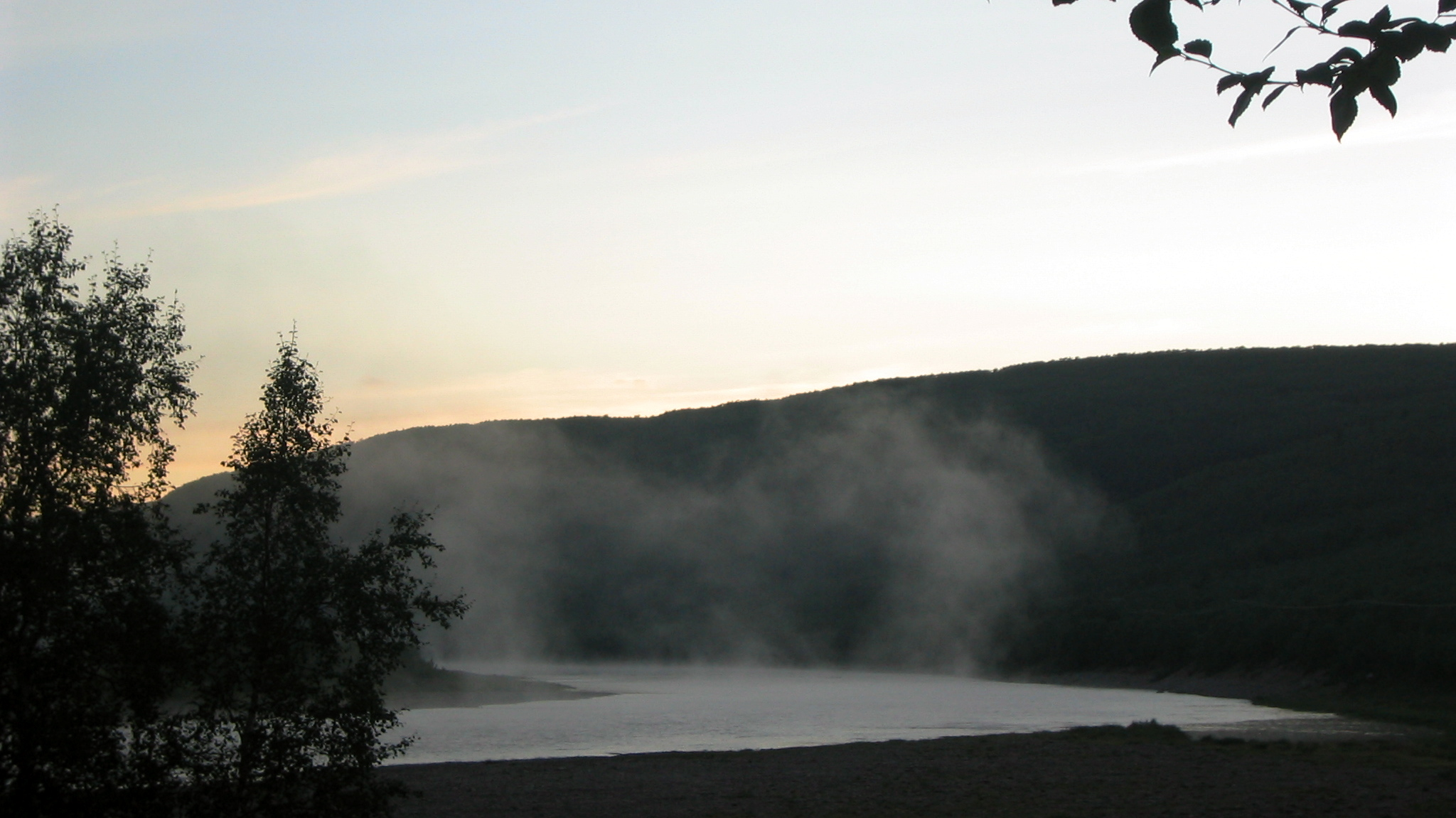
Sjörök över Tana älv i Finland en kall sommarnatt.

Sjörök eller älvrök är dimma som bildas då kall luft rör sig över vatten med högre temperatur än luften. Det sker vanligtvis på vintern eller hösten, särskilt när lufttemperaturen understiger −20 °C medan vattnet är öppet. Sjöröken håller sig främst över vattnet.
Avdunstningen från vattenytan mättar luften och de vertikala rörelserna ger intryck av att sjön ryker.